# 沢田翔
沢田 翔（さわだ しょう、10月10日  - ）は、日本の漫画家。女性。兵庫県宝塚市出身。1985年、『超時空学園Ｘ』（『少年キャプテン』2月号～）でデビュー。。

## 単行本
- 超時空学園Ｘ（徳間書店、少年キャプテンコミックス、1986年）全2巻
  - 同上（大都社、1992年）
- オラトリオ・スケープ（新書館、ウィングスコミックス、1988-1995年）全6巻
- 呪われたオアシス（角川書店、ドラゴンコミックス、1989年）
- 魔狼王風雲伝（角川書店、コンプコミックス、1992年）全2巻
- いきなりＦ･Ｌ･Ｙ!!（大都社、スターコミックス、1992年）
- 魔狼王烈風伝（メディアワークス、電撃コミックス、1994-2001年）全10巻
- 仮想回廊【オラトリオ・スケープⅡ】（新書館、ウィングスコミックス、1998-2001年）全2巻
- セント・ミラージュ・ガーディアン（スクウェア・エニックス、ガンガンファンタジーコミックス、2003年）